# Custodia del Sol
La Custodia del Sol es una custodia de plata realizada en el siglo  XVII para el Peñón de Vélez de la Gomera.

## Historia
Realizada entre mayo de 1697 y abril de 1798, gracias una suscripción de la infantería de la Plaza Peñón de Vélez de la Gomera siendo gobernador Francisco González del Cueto y del vicario fray Juan de Cózar, de la Orden Franciscana.
Al ser arruinada la iglesia de la Plaza por los bombardeos rifeños en 1909, guerra de Melilla y 1922, guerra del Rif, en 1939 el Obispo de Málaga Balbuino Santos Olivera el 25 de diciembre de 1939 decreta que la Vicaría Eclesiástica de Melilla se transformé en Arciprestazgo, con que las imágenes y objetos litúrgicos de La Plaza pasan a la Iglesia Parroquial de San Agustín, pero esta no llegó a tal parroquia, estando en Melilla en 1969, donde es restaurada por el joyero Lucío Mullor ese año.
En 1986 el Ayuntamiento de San Roque la adquiere en una subasta de la Joyería Ansorena creyendo que procedía de Gibraltar, pues ponía Peñón y entre el 16 de abril de 1999 y el 10 de mayo del mismo año es restaurada  Ángel e Hijos, joyeros y orfebres de San Roque. En 2006 se analizá y s edescubre que procedía del Peñón de Vélez de la Gomera y Juan Antonio García Rojas, un historiador de la ciudad gaditana contacta con expertos de Melilla que inician un proceso con la Fundación Melilla Monumental, con José Vallés Múñoz y el 3 de octubre de 2008 se aprobó por unanimidad en pleno cederla a Melilla, adónde fue entregada en junio de 2009.

## Descripción
De 59 centímetros, realizada en plata, es extremadamente sobria.